# Peter Safar
Peter Safar (Viena, 12 de abril de 1924 - 2 de agosto de 2003) fue un médico austriaco de ascendencia checa, que junto con su colega James Elam, desarrolló el método de la respiración boca a boca en la década de 1950 y que años más tarde se combinaría con la técnica de presión intermitente en el pecho para conformar el método de primeros auxilios de estimulación cardiopulmonar tal y como lo conocemos hoy en día. Asimismo tuvo gran influencia en la determinación de los parámetros de la muerte cerebral. Creó la primera unidad de cuidados intensivos de los Estados Unidos en 1958, en el hospital Baltimore City, hoy denominado Johns Hopkins Bayview Medical Center.

## Biografía
Peter Safar era hijo de un oftalmólogo y de una pediatra que fueron despedidos de sus respectivos puestos de trabajo, él por rehusar unirse al partido nazi y ella por tener una abuela judía. Fue enviado a un campo de trabajo a cavar zanjas tras acabar sus estudios de bachillerato y en 1942 fue declarado no apto para el ejército alemán.
[...]
Emigró a los EE. UU. donde desarrolló su carrera.
[...]
Creó la organización que en 1976 se convertiría en la World Association for Disaster and Emergency (Organización Mundial Para Desastres y Emergencias).